# Onthophagus emeritus
Onthophagus emeritus là một loài bọ cánh cứng trong họ Bọ hung (Scarabaeidae).